# Double (groupe)
Pour les articles homonymes, voir Double.
Double est un groupe suisse fondé en 1981 par Felix Haug (en) (batterie, claviers) et Kurt Maloo (en) (guitare, chant). Son plus grand succès est The Captain of Her Heart en 1985. Le groupe se sépare en 1989.

## Prononciation
La prononciation du nom du groupe est /du.ble/ (doublé), et non pas /dʌb.əl/ comme en anglais.

## Biographie
Avant leur rencontre, les deux musiciens nés à Zurich poursuivent des chemins musicaux différents.
Kurt Maloo (de), né Kurt Meier le 16 avril 1953 à Zurich, Suisse, ancien peintre du Performance Art Group MAEZ, commence à se produire en musique dans les années 1970 lors de vernissages et d'expositions de peinture à Zurich. En 1976, il fait partie du groupe de musique expérimentale Troppo. En 1979 il enregistre en solo "Giant Lady", et l'année suivante "Luna + 7 Notorious Maloo Home Works", un disque de démonstration qui présente sept chansons sur une face en 33 tours, et un Maxi 45 tours sur l'autre face.
Felix Haug (de) né le 27 mars 1952 à Zurich, Suisse, décédé le 1 mai 2004 à Uster, Suisse. Dans les années 1970 il parcourt l'Europe, l'Asie et les États-Unis. En 1977 il intègre le Lipschitz Orchestra, un big-band expérimental. En 1979, il participe avec le groupe Yello à l'enregistrement de l'album Solid Pleasure.
À l'occasion de leur rencontre en 1981, ils s'associent avec le bassiste Hazel Pazzi pour former le trio Ping Pong. Certaines pistes enregistrées avec Phil Manzanera, le guitariste de Roxy Music, ne seront jamais publiées à cause de problèmes juridiques. Le groupe se produit dans divers festivals européens dont le Montreux Jazz Festival.
En 1983, Haug et Maloo décident de continuer en duo, et fondent le groupe "Double". Ils enregistrent le single Nanningo (en) dans un style post-punk, suivi en 1984 par Rangoon Moon et Woman of the World, repris à l'automne 1985 sur leur premier album Blue (en), bien connu grâce au morceau The Captain of Her Heart. Participent à cet album Christian Ostermeier (saxophone, flûte), Bob Morgan (trombone), Liz McComb (voix), Thomas Jordi (contrebasse).
The Captain of Her Heart se hisse aux États-Unis à la 16e place du Billboard Hot 100 à la fin de l'année 1986.
En 1987, Kurt Maloo et Felix Haug enregistrent un deuxième album, Dou3le (qui se prononce double three), avec Herb Alpert (trompette) et Michael Urbaniak (violon).
Pendant les séances d'enregistrement d'un troisième album, Maloo et Haug décident de se séparer provisoirement. Haug compose quelques musiques de film pendant que Maloo enregistre deux albums en solo : Single en 1990, et Soul and Echo en 1995.
Ils décident en 2000 de reformer le groupe pour son vingtième anniversaire, et commencent de nouvelles compositions. Mais Felix Haug décède brutalement d'une crise cardiaque le 1er mai 2004.
En 2006, Kurt Maloo enregistre un disque en hommage à Double avec leurs dernières compositions et quelques reprises des années 1980 et 1990, Kurt Maloo vs. Double - Loopy Avenue. Il continue maintenant sa carrière sous son nom et vit à Hambourg.

## Discographie
Albums :
- 1983: Naningo, Polydor
- 1985: Blue, Polydor
- 1987: Dou3le, Polydor

Singles :
- 1984: Rangoon Moon (Maxi Single), Metronome Records
- 1984: Woman of The World (Maxi Single), Metronome Records
- 1985: The Captain of Her Heart (Single), A&M Records
- 1987: Devils Ball (Single), Polydor
- 1987: Gliding (Single), Metronome Records